# Jean Grin
Jean Grin, né en 1962, est un écrivain, poète et imprimeur vaudois.

## Biographie
Jean Grin, licencié en sociologie et anthropologie de l'Université de Lausanne, travaille six ans comme ouvrier imprimeur avant d'œuvrer dans l'animation, d'abord en psychiatrie puis auprès de jeunes, avec un passage de deux années dans l'éducation spécialisée.
Il est l'auteur de plusieurs recueils de poésie Couleur d'orage et Ils ont tué l'amour, dans lequel Jean Grin fait l'apologie de la liberté et dénonce l'ordre établi.
Rédacteur principal de la revue littéraire internationaliste Axolotl, Jean Grin vit dans le canton de Vaud.

## Sources
- « Jean Grin », sur la base de données des personnalités vaudoises sur la plateforme « Patrinum » de la Bibliothèque cantonale et universitaire de Lausanne.